# P.T. Hald
Peter Tetens Hald (9. marts 1802 i Oddense – 31. oktober 1864 i Keldby) var en dansk præst og politiker.

## Kirkelig karriere
Han var søn af sognepræst Søren Hald (1765-1809) i Oddense og Otting i Salling og Jacobine født Hjorth (1773-1836). Han tilbragte den første barndomstid i hjemmet; men da hans fader døde allerede 1809, tog provst Bendix i Vestervig sig af den opvakte dreng, og efter at være undervist af provstens kapellan kom han 1819 i Aalborg Skole. 1821 blev han dimitteret derfra, og som student valgte han det teologiske studium. Da kirkekampen udbrød 1825, skrev han under pseudonymet "Peder Søfrensøn" et lille skrift, i hvilket han søgte at vise modsigelsen mellem Grundtvigs tidligere kamp for det lutherske og standpunktet i Kirkens Gjenmæle, og han kaldte Grundtvigs nye stade "Kryptokatholicisme". Året efter underkastede han sig den teologiske embedseksamen, og da han kort efter havde fået plads på Borchs Kollegium, fortsatte han med iver studierne. 1828 vandt han den teologiske licentiatgrad for en eksegetisk afhandling, og derpå holdt han i fem halvår forelæsninger over kirkehistorie, apologetik og naturlig teologi. I denne tid udarbejdede han også, væsentlig på grundlag af Neanders og Gieselers kirkehistoriske håndbøger, en synoptisk udsigt over kirkens historie til 858 i tabelform (1830-32), som ikke uden grund blev skarpt kritiseret af S.C.W. Bindesbøll.
I begyndelsen af 1833 blev han udnævnt til residerende kapellan for Budolfi Menighed i Aalborg, men kort efter denne udnævnelse deltog han i den konkurrence om en ledig plads i fakultetet, i hvilken hans studiefælle og bedste akademiske ven, C.T. Engelstoft, blev sejrherre. Både Hald og den anden overvundne medbejler til professorposten, J.F. Fenger, blev imidlertid anbefalede til kongen med "en særdeles Ros", og denne anbefaling havde til følge, at Hald allerede i juni 1833, uden ansøgning, blev udnævnt til sognepræst for Frue Menighed i Aalborg og annekset Nørre Tranders. Ved reformationsfesten 1836 erhvervede han den teologiske doktorgrad for en kirkehistorisk afhandling om Karl den Stores "gave" (til den romerske stol), Donatio Caroli Magni ex codice Carolino illustrata, og 1837 blev han kaldet til sognepræst ved Budolfi Kirke, stiftsprovst for Aalborg Stift og provst for Aalborg Provsti og Kær Herred.

## Liberal og frimodig stænderdeputeret
1838 og 1840 deltog han som kongevalgt medlem i de nørrejyske provinsialstænder, men da han her, skønt kongevalgt, optrådte som liberal, og da hans meddelagtighed i forfatterskabet til den såkaldte Stændervise (sang om stænderforsamlingen i Viborg, udgivet af Jens Thamsen, optrykt Aalborg 1863) vakte en del forargelse, gik han glip af den bispestol, til hvilken han mente sig selvskrevet. Heller ikke da den nye tid var brudt frem, så han sit ønske opfyldt; den lærde og begavede mand med de fortrinlige talegaver måtte vel også siges at være mere på sin plads i en selskabssal end i en kirke. 1842 blev han medlem af Aalborg Amtsråd. Han bekæmpede i 1840'erne strengt baptismen i Aalborg. 1856 blev han forflyttet til Keldby på Møn, og der døde han 31. oktober 1864. 1852 var han blevet Ridder af Dannebrog.
19. april 1833 havde han ægtet sit søskendebarn Marie Regine Christine Hald (8. juli 1803 i København - 28. juni 1868 i Stege), datter af vinkyper og skriver i den kgl. vinkælder Peder Hald (1763-1828) og Birgitte Gørlt (1778-1826) og søster til J.C. Hald.
Han er gengivet i en silhouet, i et litografi 1866 efter fotografi og i et fotografi af Heinrich Tønnies (Det Kongelige Bibliotek).